# 莫樹錦
莫樹錦，BBS（1960年5月—）香港中文大學醫學院臨床腫瘤學系教授，中大癌症病人針灸中心主管，廣東省人民醫院名譽教授，兼任電視節目主持，雜誌專欄作者。

## 生平
莫樹錦在1972年畢業於九龍塘學校（小學部）。中學時曾為赤柱聖士提反書院寄宿生，由中一讀至中四（1976年）。其後到加拿大愛民頓留學修讀高中及本科課程，1984年於艾伯塔大學生理學系榮譽理學士畢業，修讀本科時黃子華為莫樹錦在大學宿舍的室友。其後在原校升讀醫學博士課程，專長肺癌腫瘤研究，1989年畢業後並到多倫多瑪嘉烈醫院取得腫瘤內科院士資格，隨後於多倫多士嘉堡市私人執業。1996年7月從加拿大回流香港，1996年8月獲聘為香港中文大學臨床腫瘤學科助理教授。
莫樹錦於二十七歲結婚，育有一子一女，回港後三年與妻子離婚。專門向江湖人物傳道的中國基督教播道會樂泉堂牧師莫樹堅及資深大律師莫樹聯，皆是莫樹錦的兄長。另外尚有六名兄弟姊妹。父親是一名商人。
2001年4月，黃霑證實患上肺癌，由莫樹錦擔任主診醫生，至2004年11月因併發症病逝。2007年，多倫多華商網絡選出莫樹錦為「紅楓傳奇」人物之一。
2009年，莫樹錦發表IPASS研究（IRESSA Pan-Asia Study），以亞洲的非吸煙肺腺癌患者為研究對象，是全球首項研究證實帶有EGFR基因變異的肺癌病人接受標靶治療的效果較化療優勝，正式確立標靶治療為EGFR基因變異肺癌的一線治療方案，為日後確診晚期肺癌的病人提供更適切有效的治療方案。2016年，發表報告證實這些癌症患患者如在接受一線標靶治療後再出現基因突變及抗藥性，可透過新的治療模式將癌症無惡化存活期有效延長逾一倍，研究成果獲全球頂尖醫學期刊《新英倫醫學雜誌》（The New England Journal of Medicine）選為「矚目研究文章」之一。他多年來於頂尖醫學期刊如《新英倫醫學雜誌》和《刺針》（The Lancet）等發表超過220份著作。
近年，莫樹錦於《明報周刊》撰寫專欄，講述其行醫經歷，並結集成多本作品。2006年起，他亦於無綫電視主持關於健康及飲食節目。
2018年10月，香港中文大學醫學院腫瘤學系教授莫樹錦榮獲歐洲腫瘤學學會（European Society for Medical Oncology）所頒發的終身成就獎（Lifetime Achievement Award），以表揚他於肺癌領域研究對全球帶來重大貢獻，學會形容為「腫瘤學的傳奇」，他亦是全球第一人將「個人化治療」概念應用在晚期肺癌患者身上，並致力研究肺癌的生物標記，多項研究成果一直處於世界領先地位，也是首名華人獲得這項榮譽。

## 選舉經歷
2011年12月，莫樹錦參選2011年香港選舉委員會界別分組選舉的醫學界分組，以886票當選為選委會委員。
2025年8月，他和陳衍里、陳真光一起參選2025年香港選舉委員會界別分組補選的醫學及衛生服務界分組，結果自動當選。

## 書籍

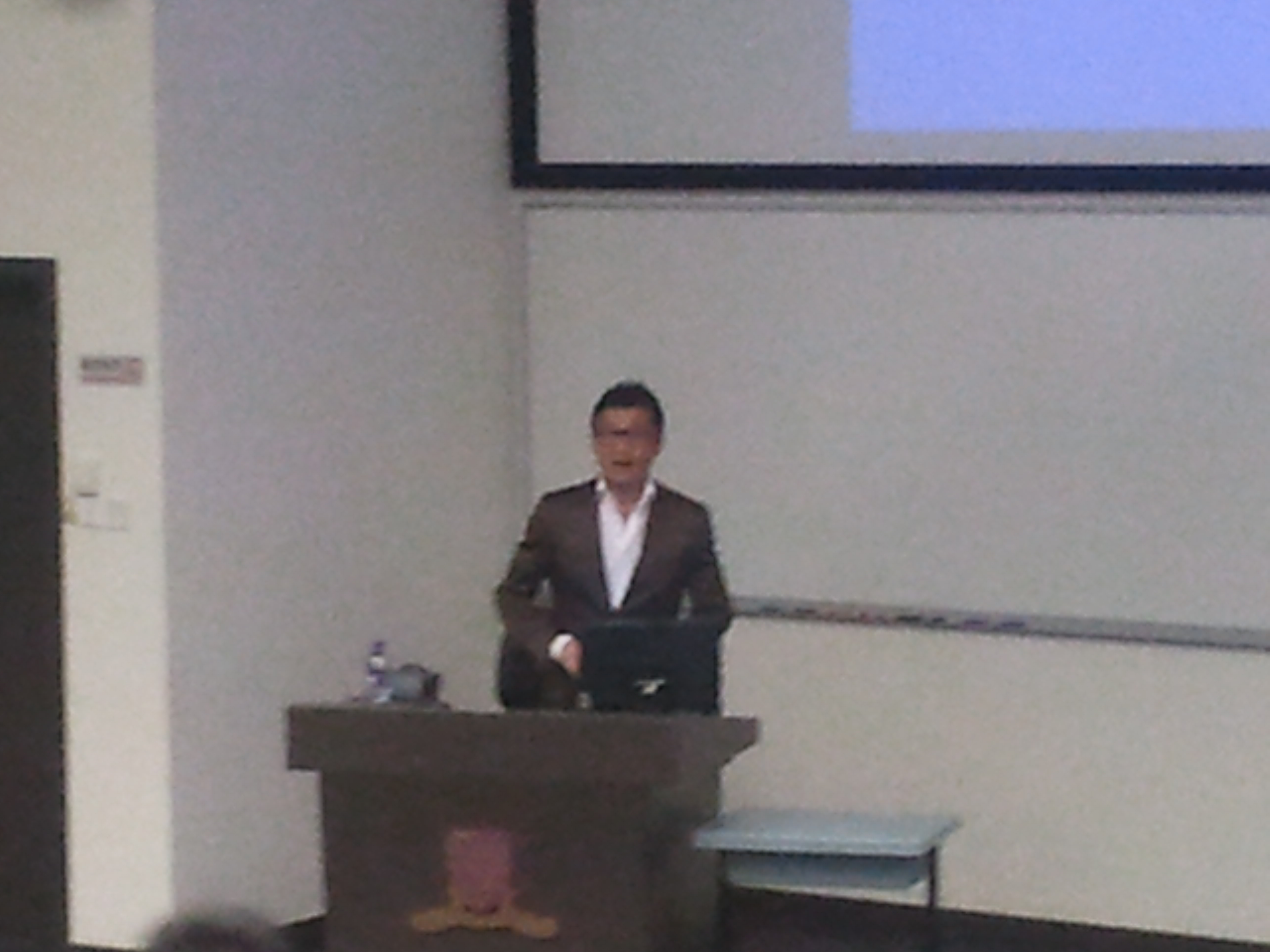
莫樹錦醫生
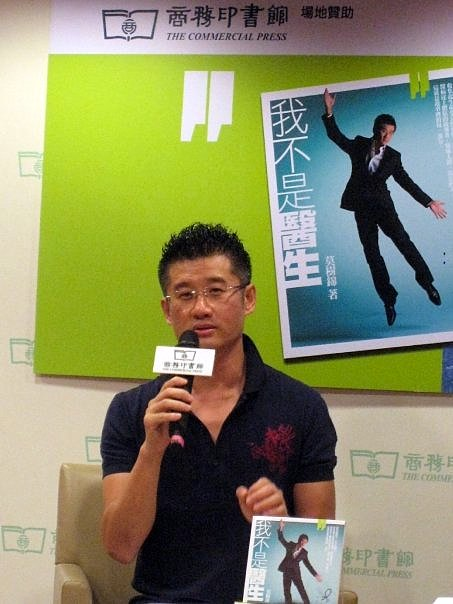
《醫生會哭》（2005年）
- 《真心行醫》（2006年）
- 《醫緣》（2007年）
- 《我不是醫生》（2008年）
- 《醫時笑一笑》（2011年）
- 《醫得喜，活得樂》（2013年）
- 《醫然有望》（2015年）
- 《醫筆稱心》（2018年）

- 莫樹錦醫生
- 《我不是醫生》簽名會

## 電視及電台節目
- 最緊要健康（2006年）
- 咁至識食（2009年）
- 霎時感動（2011年）
- 有誰共鳴
- 守護生命的故事（肺癌剋星︰亞洲人專用的標靶藥）（2013年）
- 黃金盛宴（2022年）
- 香港25個第一（2022年）
- 我們的科學家（2023年）
- 身體最誠實（2023年）

## 公益廣告
- 液化石油氣安全
- 2011年香港區議會選舉

## 資料來源
1. ↑  . 九龍塘學校（小學部）.   [2020-10-18]. （原始内容存档于2020-11-27）.
2. ↑  .   [2012-08-13]. （原始内容存档于2020-05-16）.
3. ↑  (CSCO)中国抗癌协会临床肿瘤学协作中心 的存檔，存档日期2008-10-06.
4. ↑  隔牆有耳：紅爆兄弟班 （页面存档备份，存于） 蘋果日報，2007年5月1日
5. 1 2  . 壹周刊 第1089期. 2011-01-20  [2020-10-18]. （原始内容存档于2021-12-27）.
6. ↑  .   [2009-07-01]. （原始内容存档于2016-03-05）.
7. ↑  慶祝香港回歸十周年多倫多選出「緣繫加港締傳奇」人物 （页面存档备份，存于） 香港政府新聞網
8. 1 2 3  . 香港中文大學 傳訊及公共關係處 新聞稿. 2018-10-28  [2018-11-07]. （原始内容存档于2019-08-24）.
9. ↑  醫心醫生莫樹錦 （页面存档备份，存于） 明報，2007年7月20日

## 延伸閲讀
- . 明報新聞網 - 即時新聞 instant news.   [2025-05-29] （中文（繁體））.

## 外部連結
- 醫心醫生莫樹錦 （页面存档备份，存于） 明報，2007年7月20日
- 肺癌一線治療新里程 香港中文大學
- Top 10最有型職業：堅持唔袍唔呔型醫 牛記皮鞋巡房 花士令護膚 （页面存档备份，存于） 蘋果日報，2007年6月3日